# Timoci Bavadra
Timoci Uluivuda Bavadra, född 22 september 1934 i byn Namoi nära Lautoka på Fiji, död 3 november 1989 i Suva, var regeringschef på Fiji 13 april-14 maj 1987.